# Dendrogaster fisheri
Dendrogaster fisheri is een kreeftachtigensoort uit de familie van de Dendrogastridae. De wetenschappelijke naam van de soort is voor het eerst geldig gepubliceerd in 1981 door Grygier.